# Корпорацията
 Корпорацията (The Corporation) е канадски документален филм от 2003 година. Сценарист на филма е Джоел Бейкан, а режисьор Марк Акбар и Дженифър Абът. Във филма се разказва предимно за злоупотребите на големите кооперация с химикали, лекарства, жестокото отношение към животни и влиянието на всичко това върху живота на планетата. Филмът е насочен против консуматорството и в него с интервюта и мнения участват Ноам Чомски, Наоми Клайн, Майкъл Мур и Вандана Шива.